# Наконечна Таїсія Вікторівна
Наконечна (Заплітна) Таїсія Вікторівна — поетка, письменниця, видавниця, консультантка та менторка для авторів, громадська діячка, перекладачка, художниця, менеджерка культури. Засновниця і головна редакторка видавництва «Парасоля».

## Біографія
Таїсія Наконечна народилася у с. Круглик Хотинського (тепер Дністровського) району Чернівецької області в 1985 році. Мати — медичний працівник, батько — тренер з вільної боротьби, вчитель, підприємець.

### Освіта
До 9 класу середньої школи Таїсія Наконечна навчалася в середній школі в рідному с. Круглик, а з 2000 року — в Кам'янець-Подільському міському ліцеї, на відділенні філології Хмельницька область.
Вищу освіту здобула на факультеті іноземних мов Чернівецького національного університету ім. Юрія Федьковича. По завершенню навчання працювала викладачкою англійської мови та суміжних лінгвістичних дисциплін на кафедрі комунікативної лінгвістики та перекладу, заступницею декана з виховної роботи. Закінчила аспірантуру на кафедрі англійської мови факультету іноземних мов ЧНУ.
Вивчала нідерландську мову в університеті міста Гент.
Навчалася образотворчому мистецтву в Академії Св. Луки в Генті (Бельгія).

## Творчість
Таїсія Наконечна писала з раннього дитинства, брала участь в численних юнацьких літературних конкурсах в Хотині, Чернівцях та Кам'янці-Подільському, вигравала призові місця. У 2002 році виборола одне з призових місць на третьому етапі конкурсу-захисту наукових робіт МАН у Києві в номінації «Літературна творчість».
У 2003 році стала лауреаткою літературного конкурсу для молодих авторів імені Вадима Коваля в Чернівцях і заодно авторкою першої своєї поетичної збірки «Безріччя».
Була активною учасницею Молодіжної мистецької асоціації «Сокіл» в Чернівцях, брала участь в літературних читаннях і перформенсах, в організації літературних подій, була в журі літературного конкурсу читаної поезії імені Івана Іова (Кам'янець-Подільський, 2004).
Її твори друкувалися в «Буковинському журналі», «Університетському віснику», на онлайн платформі «Інша література», в антологіях «Вигране», «70 віршів».
З 2010 по 2017 роки не була активною в літературі. В 2015 почала малювати, в 2017 почала навчатися в Академії святого Луки в Бельгії.
З 2017 року розпочинається поточний етап її діяльності в літературі виходом книжки «Солов'ї з Шаоліня» (видавництво «Лілея_НВ»), у 2018 році світ побачили ще дві книжки авторки «Безріччя 2.0» та «Життя під парасолею» (Видавництво 21).
У 2021 році з'явився друком переклад збірки бельгійського поета Алена Ванклостера «Прісний сир з полином».
У 2022 в Бельгії вийшов друком переклад міської легенди міста Мехелен «Гасіння місяця».
Також у 2022 у видавництві «Парасоля» вийшла збірка оповідань Таїсія Наконечної «Побачити Париж» з бльорбами Ростислава Семківа та Тетяни Власової.
Книги Таїсії Наконечної були представлені в різні роки на Книжковому Арсеналі, BookForum Lviv, Kyiv Book Fest, на книжкових фестивалях у Празі, Кракові, Катовіце, Вроцлаві, Франкфурті та Лондоні, Братиславі, Гетеборзі.
Членкиня PEN Vlaanderen. 24 лютого 2025 року відбувся онлайн-захід, на якому учасниця ПЕН-клубу Таїсія Наконечна прочитала перекладені на нідерландську вірші Вікторії Амеліної, Артура Дроня та Любові Якимчук. 

### Живопис
У 2015 році Таїсія Наконечна почала малювати, а в 2016 розпочала навчання у академії святого Луки в Генті.
Час від часу проводить пленери та майстер-класи з живопису та рисунка.

### Видавництво «Парасоля»[7]
У березні 2021 року Таїсія Наконечна заснувала видавництво «Парасоля». Видавництво позиціонує себе як стартап у видавничій галузі. Працює виключно з українськими авторами і прицільно займається популяризацією української літератури в Європі.
З 2021 по 2023 у видавництві «Парасоля» вийшли понад 20 книг. Книги видавництва отримували нагороди в конкурсі «Найкращий книжковий дизайн — 2022» від Мистецького Арсеналу, потрапляли до списків рекомендацій українського PEN та конкурсу «Книга року».
Книги видавництва перекладено польською та німецькою мовами.

## Громадська діяльність
Активна учасниця Помаранчевої революції та Революції Гідності, співорганізаторка кризового штабу, який працював у перші місяці повномасштабного вторгнення у місті Гент, співорганізаторка інформаційного ресурсу «Український комітет біженців у Бельгії».
2005—2006 роки — член та піарниця ЧОГО «Чиста Україна».
З 2005 року — член Пласту — Національної Скаутської Організації України в Станиці Чернівці. З 2006 року — голова чернівецького осередку Пласту, пластова виховниця. Засновниця юнацького пластового куреня ч.74 імені Ірини Вільде. Організаторка пластових заходів, таборів і тренінгів.
Координаторка всеукраїнського напрямку роботи з дорослими волонтерами в Пласті.
За працю в Пласті нагороджена найвищим відзначенням Уладу Старших Пластунів — орденом Св. Юрія в бронзі.
Зараз є членом Пласту в осередку в Бельгії. Опікується розбудовою пластового осередку в Генті та виховує наймолодших діток — пластових Пташат.
З 2023 року — член Організації українців у Бельгії.
 Працює над створенням платформи для популяризації української культури в Бельгії.

### Політична діяльність
Кандидатка у депутати міської ради міста Гент від виборчого блоку діючого міського голови «Voor Gent» , під номером 39. До складу ради Таїсія не пройшла, але набрала 606 особистих голосів виборців, що є досить високим результатом.